# Protaetia nigra
Protaetia nigra är en skalbaggsart som beskrevs av Moser 1905. Protaetia nigra ingår i släktet Protaetia och familjen Cetoniidae. Inga underarter finns listade i Catalogue of Life.